# Nomada facilis
Nomada facilis (Waldrand-Wespenbiene) ist eine Biene aus der Familie der Apidae. Individuen mit mehr Gelbanteilen kann man mit Nomada integra verwechseln.

## Merkmale
Die Bienen haben eine Körperlänge von 6 bis 8 Millimetern. Der Kopf und Thorax ist bei den Weibchen schwarz und ist rot gezeichnet. Die Tergite sind rot und haben schwarze Flecken oder Binden. Das Labrum ist schwarz und hat kräftige Zähnchen. Sein Vorderrand ist aufgebogen. Die Mandibeln sind von oben betrachtet gleichmäßig gekrümmt. Das dritte Fühlerglied ist ungefähr gleich lang wie das vierte. Das Schildchen (Scutellum) ist mehr oder weniger rot gefleckt und hat starke Höcker. Die Pygidialplatte ist am Ende spitz zulaufend. Die Schienen (Tibien) der Hinterbeine haben am Ende mehrere gekrümmte, blasse kleine Dornen. Bei den Männchen ist der Kopf und Thorax schwarz, die Mandibeln und die Wangen sind gelb, die Calli sind rot. Die Tergite sind basal schwarz, sonst rot. Das schwarze Labrum hat kräftige Zähnchen und einen aufgebogen Vorderrand. Den Mandibeln fehlt außen ein Höckerchen. Das schwarze Schildchen hat einen stark ausgebildeten Höcker. Die Schenkel (Femora) der Hinterbeine haben am Ende mehrere gekrümmte, blasse kleine Dornen.

## Vorkommen und Lebensweise
Die Art ist in Süd- und Mitteleuropa verbreitet. Die Tiere fliegen von Anfang Mai bis Anfang August. Die Art parasitiert vermutlich Andrena humilis.